# Zadnia Wronia Baszta

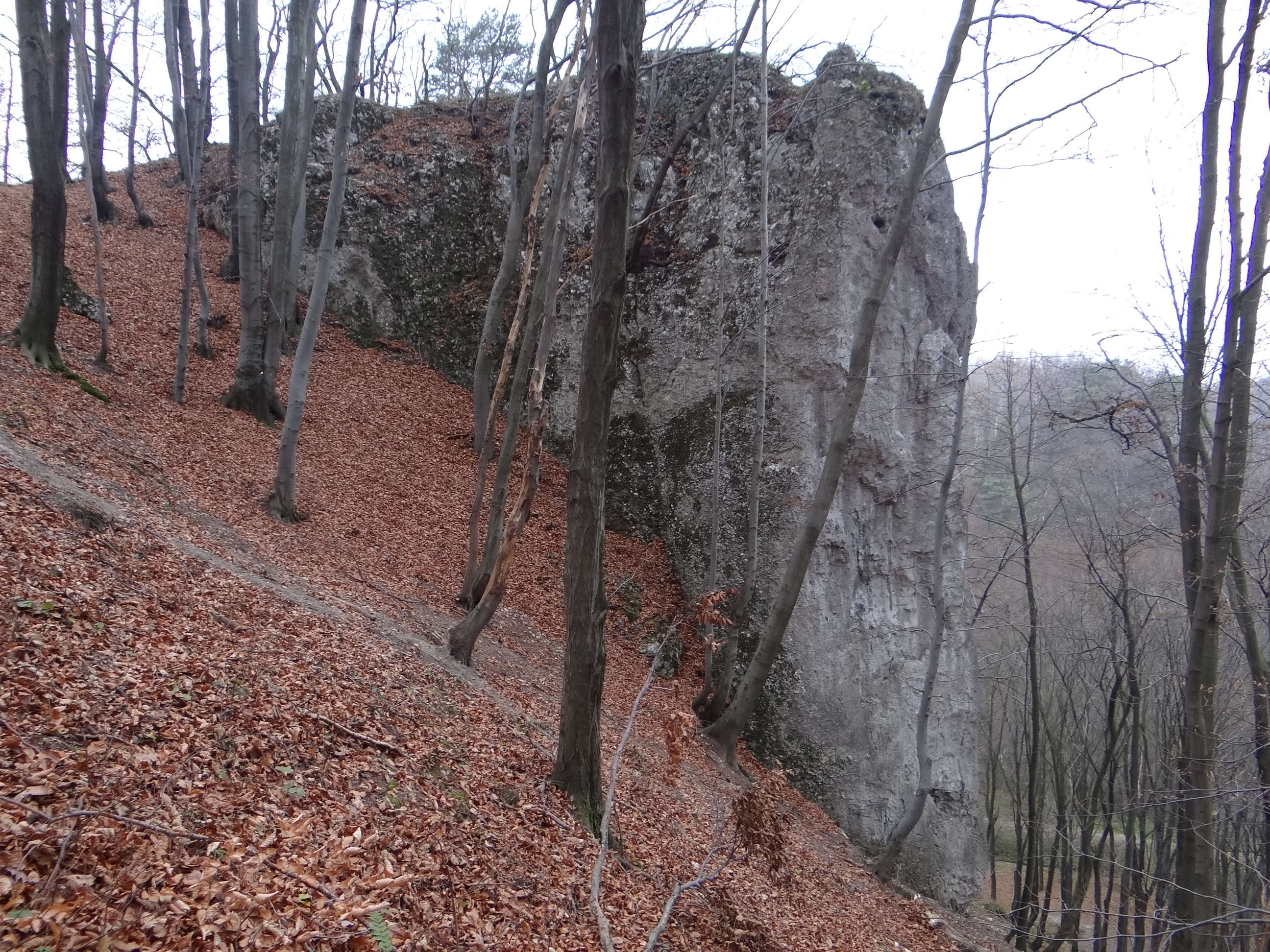

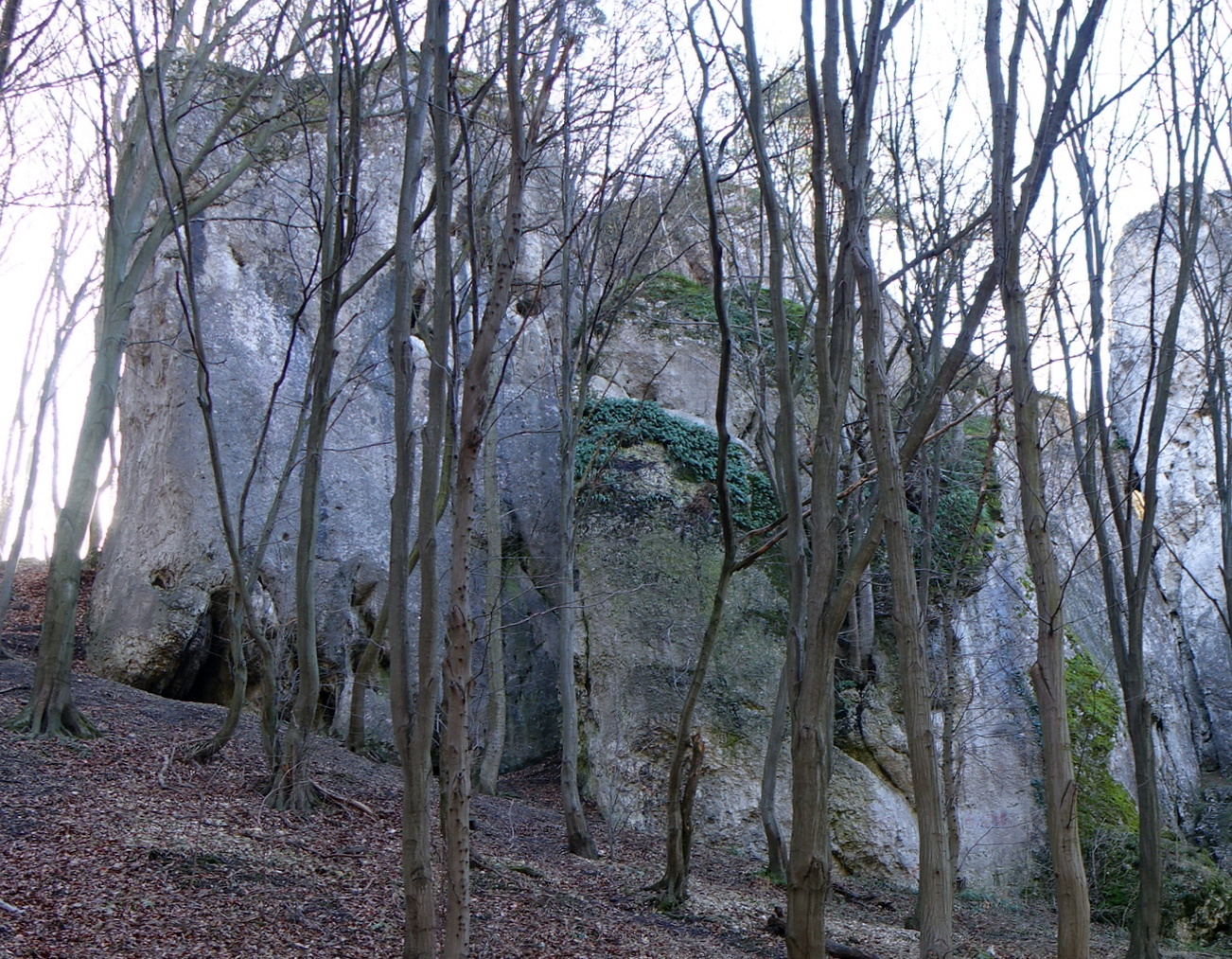

Zadnia Wronia Baszta – skała w Dolinie Kobylańskiej na Wyżynie Olkuskiej, w granicach wsi Karniowice, w gminie Zabierzów, powiecie krakowskim, województwie małopolskim. Wraz z Wielką Wronią Basztą tworzy skalną grupę w środkowej części orograficznie lewych zboczy doliny, na zakręcie doliny, w miejscu, gdzie uchodzi do niej boczny suchy wąwóz ze szlakiem rowerowym. Zadnia Wronia Baszta znajduje się na lewych jego zboczach, przy ujściu wąwozu do Doliny Kobylańskiej. Na prawych stokach wąwozu, naprzeciwko Wroniej Baszty znajduje się Tarasowata Turnia.
Dolina Kobylańska jest jednym z najbardziej popularnych terenów wspinaczki skalnej. Zbudowana z wapieni Zadnia Wronia Baszta znajduje się w lesie, w dolnych częściach stoku. Ma wysokość do 25 m i ściany miejscami połogie, miejscami pionowe lub przewieszone. U jej zachodnich podnóży znajduje się obszerne schronisko. Przez wspinaczy skalnych zaliczana jest do Grupy Wroniej Baszty i opisywana jako Zadnia Wronia Baszta I i Zadnia Wronia Baszta II. Wspinacze poprowadzili na niej 9 dróg wspinaczkowych o trudności od IV do VI.4+ w skali Kurtyki. Mają wystawę północno-zachodnią lub zachodnią. Większość dróg ma zamontowane stałe punkty asekuracyjne: ringi (r) i stanowisko zjazdowe (st).
W Zadniej Wroniej Baszcie znajduje się Schronisko na Kawcu. Archeolodzy znaleźli w nim dowody świadczące o zamieszkiwaniu go przez ludzi w okresie neolitu i w średniowieczu. Są też dwie mniejsze jaskinie: Korytarzyk za Wronią i Rura za Wronią.

## Drogi wspinaczkowe
Zadnia Wronia Baszta I
1. Lewy filar; IV, 19 m
2. Upadek Bizancjum; VI.3+, 7r + st, 20 m
3. Fontanny króla Salomona; VI.2, 7r + st, 20 m
4. Mercedes Sosa; VI.4+, 7r + st, 20 m
5. La sombra del condor; VI.4+, 3r + st, 20 m

Zadnia Wronia Baszta II
1. La sombra del condor; VI.4+, 5r + st, 20 m
2. Ci-ci Argentina!; VI.4/4+, 6r + st, 20 m
3. Jowejek; VI.5, 8r + st, 20 m
4. Projekt; 8r + st, 20 m
5. Przez jajo; VI.2+, 8r + st, 20 m[3].